# Калвуш (Повуа-ди-Ланьозу)
Ка́лвуш (порт. Calvos) — район (фрегезия) в Португалии, входит в округ Брага. Является составной частью муниципалитета Повуа-ди-Ланьозу. Находится в составе крупной городской агломерации Большое Минью. По старому административному делению входил в провинцию Минью. Входит в экономико-статистический субрегион Аве, который входит в Северный регион. 
Население составляет 482 человека на 2001 год. Занимает площадь 4,48 км².